# Giải Kleist
Giải Kleist  (tiếng Đức: Kleist-Preis) là một giải thưởng văn học hàng năm của Đức. Giải này được trao lần đầu vào năm 1912, nhân dịp kỷ niệm 101 năm ngày qua đời của Heinrich von Kleist, từ ý tưởng của Fritz Engel (1867–1935), một biên tập viên của tờ báo Berliner Tageblatts. Giải thưởng được lấy từ quỹ Kleist.
Thông cáo thành lập giải có chữ ký của 59 nhân vật nổi bật trong các nước nói tiếng Đức, bao gồm cả Otto Brahm, Richard Dehmel, Fritz Engel, Maximilian Harden, Hugo von Hofmannsthal, Fritz Mauthner, Walter Rathenau, Max Reinhardt, Arthur Schnitzler, Hermann Sudermann, Theodor Wolff.
Hội đồng nghệ thuật của quỹ sẽ trao quyền cho 1 người, và người này quyết định người đoạt giải, chứ không phải thông qua một biểu quyết dân chủ. Richard Dehmel là người đầu tiên giữ nhiệm vụ này.
Giải Kleist là giải văn học quan trọng nhất của Cộng hòa Weimar. Quỹ Kleist đã bị tiêu tán một cách bí ẩn vào năm 1933/1934. Năm 1985, giải được tái lập sau hơn 50 năm gián đoạn. Tuy nhiên từ năm 1994 tới năm 2000, giải được trao mỗi 2 năm, sau đó lại tiếp tục trao hàng năm.
Khoản tiền thưởng của giải hiện nay là 20.000 euro.

## Những người đoạt giải[1]

### Từ 1912-1932
| Năm  | Người đoạt giải          | Tác phẩm                                                | Người chọn          |
| ---- | ------------------------ | ------------------------------------------------------- | ------------------- |
| 1912 | Hermann Burte            | Wiltfeber                                               | Richard Dehmel      |
| 1912 | Reinhard Sorge           | Der Bettler, eine dramatische Sendung                   | Richard Dehmel      |
| 1913 | Hermann Essig            | Der Held vom Wald                                       | Jakob Schaffner     |
| 1913 | Oskar Loerke             | Wanderschaft                                            | Jakob Schaffner     |
| 1914 | Hermann Essig            | Des Kaisers Soldaten                                    | Arthur Eloesser     |
| 1914 | Fritz von Unruh          | Louis Ferdinand Prinz von Preußen                       | Arthur Eloesser     |
| 1915 | Robert Michel            | Die Häuser an der Džamija                               | Paul Wiegler        |
| 1915 | Arnold Zweig             | Ritualmord in Ungarn                                    | Paul Wiegler        |
| 1916 | Heinrich Lersch          | Die große Schmiede                                      | Karl Strecker       |
| 1916 | Agnes Miegel             | Künstler                                                | Karl Strecker       |
| 1917 | Walter Hasenclever       | Antigone                                                | Bernhard Kellermann |
| 1918 | Leonhard Frank           | Der Mensch ist gut                                      | Heinrich Mann       |
| 1918 | Paul Zech                | An Heinrich von Kleist                                  | Heinrich Mann       |
| 1919 | Dietzenschmidt           | Christopher (Drama) & König Tod (Novellenband)          | Franz Servaes       |
| 1919 | Kurt Heynicke            | Das namenlose Angesicht. Rhythmen aus Zeit und Ewigkeit | Franz Servaes       |
| 1920 | Hans Henny Jahnn         | Pastor Ephraim Magnus                                   | Oskar Loerke        |
| 1921 | Paul Gurk                | Thomas Münzer                                           | Julius Bab          |
| 1922 | Bertolt Brecht           | Trommeln in der Nacht, Baal & Im Dickicht               | Herbert Ihering     |
| 1923 | Wilhelm Lehmann          | Weingott                                                | Alfred Döblin       |
| 1923 | Robert Musil             | Die Schwärmer                                           | Alfred Döblin       |
| 1924 | Ernst Barlach            | Die Sündflut                                            | Fritz Strich        |
| 1925 | Carl Zuckmayer           | Der fröhliche Weinberg                                  | Paul Fechter        |
| 1926 | Alexander Lernet-Holenia | Österreichische Komödie, Ollapotrida & Demetrius        | Bernhard Diebold    |
| 1926 | Alfred Neumann           | Der Teufel                                              | Bernhard Diebold    |
| 1927 | Gerhard Menzel           | Tobboggan                                               | Monty Jacobs        |
| 1927 | Hans Meisel              | Torstenson                                              | Monty Jacobs        |
| 1928 | Anna Seghers             | Aufstand der Fischer von St. Barbara & Grubetsch        | Hans Henny Jahnn    |
| 1929 | Alfred Brust             | Die verlorene Erde                                      | Wilhelm von Scholz  |
| 1929 | Eduard Reinacher         | Der Bauernzorn                                          | Wilhelm von Scholz  |
| 1930 | Reinhard Goering         | Die Südpolexpedition des Kapitäns Scott                 | Ernst Heilborn      |
| 1931 | Ödön von Horvath         | Sämtliche dramatische Dichtungen                        | Carl Zuckmayer      |
| 1931 | Erik Reger               | Union der festen Hand                                   | Carl Zuckmayer      |
| 1932 | Richard Billinger        | Rauhnacht                                               | Erich Ziegel        |
| 1932 | Else Lasker-Schüler      | Dichterisches Lebenswerk                                | Erich Ziegel        |

- 1926: Alexander Lernet-Holenia & Alfred Neumann (Rahel Sanzara từ chối không nhận giải), Hạng danh dự: Martin Kessel[2]

### Sau 1985
| Năm  | Người đoạt giải        | Tác phẩm                                                    | Người chọn               |
| ---- | ---------------------- | ----------------------------------------------------------- | ------------------------ |
| 1985 | Alexander Kluge        | Die Macht der Gefühle                                       | Helmut Heißenbüttel      |
| 1986 | Diana Kempff           | Der Wanderer                                                | Joachim Kaiser           |
| 1987 | Thomas Brasch          | Robert, ich, Fastnacht und die anderen (Hörspiel)           | Christa Wolf             |
| 1988 | Ulrich Horstmann       |                                                             | Günter Kunert            |
| 1989 | Ernst Augustin         | Der amerikanische Traum                                     | Adolf Muschg             |
| 1990 | Heiner Müller          | Hamletmaschine                                              | Beatrice von Matt        |
| 1991 | Gaston Salvatore       | Lektionen der Finsternis                                    | Hans Magnus Enzensberger |
| 1992 | Monika Maron           | Stille Zeile Sechs                                          | Marcel Reich-Ranicki     |
| 1993 | Ernst Jandl            | Gesamtes Lebenswerk                                         | Ulrich Weinzierl         |
| 1994 | Herta Müller           | Herztier                                                    | Walter Hinck             |
| 1996 | Hans Joachim Schädlich | Der Kuckuck und die Nachtigall                              | Ruth Klüger              |
| 1998 | Dirk von Petersdorff   | Wie es weitergeht & Zeitlösung                              | Lars Gustafsson          |
| 2000 | Barbara Honigmann      | Alles, alles Liebe!                                         | Luc Bondy                |
| 2001 | Judith Hermann         | Sommerhaus, später                                          | Michael Naumann          |
| 2002 | Martin Mosebach        | Eine lange Nacht, Der Nebenfürst & Das Grab der Pulcinellen | Brigitte Kronauer        |
| 2003 | Albert Ostermaier      | Vatersprache                                                | Andrea Breth             |
| 2004 | Emine Sevgi Özdamar    | Seltsame Sterne starren zur Erde. Wedding – Pankow 1976/77  | Hermann Beil             |
| 2005 | Gert Jonke             | Seltsame Sache & Die versunkene Kathedrale                  | Jürgen Flimm             |
| 2006 | Daniel Kehlmann        | Ich und Kaminski & Die Vermessung der Welt                  | Uwe Wittstock            |
| 2007 | Wilhelm Genazino       | Mittelmäßiges Heimweh                                       | Ulrich Matthes           |
| 2008 | Max Goldt              | Toàn bộ tác phẩm                                            | Daniel Kehlmann          |
| 2009 | Arnold Stadler         | Einmal auf der Welt. Und dann so                            | Péter Esterházy          |
| 2010 | Ferdinand von Schirach | Verbrechen                                                  | Bernd Eilert             |
| 2011 | Sibylle Lewitscharoff  | Blumenberg                                                  | Martin Mosebach          |
| 2012 | Navid Kermani          | Toàn bộ tác phẩm                                            | Norbert Lammert          |
| 2013 | Katja Lange-Müller     | Toàn bộ tác phẩm                                            | Nike Wagner              |
| 2014 | Marcel Beyer           | Toàn bộ tác phẩm                                            | Hortensia Völckers       |